# Paul Gonzalez
Paul Gonzalez, född den 22 april 1969 i Fort Worth i Texas i USA, är en australisk före detta professionell basebollspelare som tog silver vid olympiska sommarspelen 2004 i Aten. Han deltog även vid olympiska sommarspelen 2000 i Sydney.
Gonzalez draftades av San Diego Padres 1990 som 282:a spelare totalt och redan samma år gjorde han proffsdebut i Padres farmarklubbssystem, där han spelade till 1994. Han spelade 1994-1995 i Chicago White Sox farmarklubbssystem. Han har även spelat i Japan.